# Élisabeth Morin-Chartier
Pour les articles homonymes, voir Morin.
 (février 2016).
Si vous disposez d'ouvrages ou d'articles de référence ou si vous connaissez des sites web de qualité traitant du thème abordé ici, merci de compléter l'article en donnant les références utiles à sa vérifiabilité et en les liant à la section « Notes et références ».
Élisabeth Morin-Chartier, née Boutin, le 10 octobre 1947 à Ceaux-en-Couhé (Vienne), inspectrice générale de l'administration de l'Éducation nationale et de la recherche, est une femme politique française. Elle est députée au Parlement européen de 2007 à 2019. Elle est depuis mars 2013, présidente de European Union of Women - Union européenne des femmes.
Membre de l'UMP, elle est députée européenne PPE et questeur du Parlement européen. Elle est restée élue au Conseil régional de Poitou-Charentes jusqu'aux élections régionales de mars 2010, où elle ne s'est pas représentée. Le 20 février 2018, elle quitte Les Républicains à la suite des propos tenus par le président du parti Laurent Wauquiez. Elle rejoint le parti Agir en septembre 2018.

## Biographie

### Parcours professionnel
En 1969, ayant écrit un mémoire sur La femme dans les poèmes homériques, elle obtint une maîtrise d'histoire ancienne. La même année, elle est titulaire d’un troisième cycle d'histoire des religions. L'année suivante, elle est reçue au CAPES d'histoire-géographie. Elle enseigne durant quinze ans, dans des établissements de la Vienne. Son dernier poste est professeur d'histoire-géographie en terminale au lycée Aliénor-d'Aquitaine de Poitiers.
En 1984, elle est nommée chargée de mission au rectorat de Poitiers où elle s'occupe de la rénovation des collèges puis de l'action culturelle en milieu scolaire.
En 1985 elle devient directrice adjointe du Centre régional de documentation pédagogique (CRDP). En 1988, elle ouvre l'antenne du Centre national d'enseignement à distance (CNED) sur le site du Futuroscope, et elle y occupe les fonctions de proviseur et directrice du CNED. Elle est chargée de préparer la délocalisation du CNED sur le site du Futuroscope, avant d'être nommée, en 1994, à la direction générale du centre.
En 1995, reçue au concours d'inspecteur d'académie, elle est responsable de la formation des inspecteurs d'académie à l'École supérieure de l'éducation nationale.
Le 25 avril 2001, elle est nommée inspectrice générale de l'administration de l'Éducation nationale et de la recherche. Elle exerce cette activité jusqu'à son entrée au Parlement européen le 24 mai 2007.
Fin janvier 2014, elle est désignée pour être no 2 de la liste UMP de la circonscription Ouest pour les élections européennes de la même année. Le 2 juillet 2014, elle est élue premier questeur du Parlement européen.
Elle soutient Alain Juppé pour la primaire française de la droite et du centre de 2016.
Elle parraine Maël de Calan pour le congrès des Républicains de 2017, scrutin lors duquel Laurent Wauquiez est élu président du parti. Le 20 février, elle quitte les Républicains.

### Carrière politique
- Vice-présidente du conseil régional de Poitou-Charentes, elle succède à Jean-Pierre Raffarin à la présidence le 28 juin 2002 et jusqu'à la fin de la mandature, après que celui-ci a été nommé Premier ministre par Jacques Chirac. La liste de la majorité présidentielle qu'elle conduit pour les élections régionales de 2004 est battue par celle de Ségolène Royal (PS).
- Candidate de l'UMP dans la circonscription Ouest aux élections européennes du 13 juin 2004 elle succède au Parlement européen à Roselyne Bachelot nommée ministre dans le gouvernement François Fillon en mai 2007. Elle est réélue lors des élections européennes de juin 2009 et de mai 2014.
- Membre du Conseil économique et social de septembre 2004 à mai 2007, nommée par le Premier ministre dans le collège des personnalités qualifiées dans le domaine économique, social, scientifique ou culturel ; membre de la Section des économies régionales et de l'aménagement du territoire ; vice-présidente de la Délégation pour l'Union européenne.
- Membre du Bureau du groupe PPE au Parlement européen, elle est membre de l'Assemblée politique du Parti populaire européen depuis 2009
- Secrétaire nationale de l'UMP et membre du bureau politique de 2002 à 2004 et en 2013.
- Présidente de European Union of Women - Union européenne des femmes depuis 2013.

## Mandats
- Conseillère régionale de Poitou-Charentes : 1998-2010
- Conseillère municipale de Poitiers (opposition) mars 2001 - juin 2002.
- Membre du Parlement européen (depuis mai 2007, réélue en 2009 et 2014).
  - Questeur du Parlement européen
  - Membre titulaire de la Commission de l'Emploi et des Affaires sociales
  - Membre suppléante de la Commission Culture et Éducation
  - Membre de la délégation pour les relations avec l'Inde
  - Membre suppléante de la délégation pour les relations avec les États-Unis,
  - membre de l'intergroupe Vins, spiritueux et produits de qualité,
  - Vice-présidente de l'intergroupe développement du tourisme européen, héritage culturel, chemin de Saint Jacques et autres routes culturelles européennes,
  - Membre de l'intergroupe MAC « Les députés contre le cancer »
  - Membre du groupe Alzheimer Europe.

## Distinctions
- Officière de la Légion d'honneur Officier de l'ordre national de la Légion d'honneur en 2000.
- Commandeure de l'ordre des Palmes académiques Commandeur de l'ordre des Palmes académiques en 2006.
- Officière de l'ordre national du Mérite Officier de l'ordre national du Mérite en 2007.

## Publications
- Les Partis politiques à l'époque de Jules César, Maspero, 1976.
- Manger autrefois en Poitou, CNDP, 1981 (prix de la fondation de France), 3e édition chez geste éditions : 1995
- Patrimoine et environnement en milieu urbain, CNDP, 1984.
- Aux urnes, citoyens, CNDP, 1986.
- « Les marchés du multimédia », Les Échos, 1995.
- articles sur les nouvelles technologies et l'enseignement à distance dans Canal Éducation